# Wardar Skopje (piłka ręczna kobiet)
ŻRK Wardar Skopje (maced. ЖРК Вардар Скопје) – północnomacedoński żeński klub piłki ręcznej powstały w 1961 z bazą w Skopju pod nazwą Żenski rakometen kłub Wardar Skopje. Obecnie drużyna występuje w rozgrywkach Skopsko Super League - jest to najwyższy poziom rozgrywek macedońskiej żeńskiej piłki ręcznej.

## Sukcesy
- Mistrzostwa Macedonii:
  -  2013, 2014, 2015
- Puchar Macedonii:
  -  1994, 2014, 2015
- Liga Mistrzyń:
  -  2014, 2015, 2016

## Kadra zawodnicza 2015/16
- 1.  Dragana Petkowska
- 4.  Jovanka Radičević
- 11. Sanja Damnjanović
- 12. Amandine Leynaud
- 15. Barbara Lazović
- 17. Siraba Dembélé
- 19. Maja Zebić
- 20. Anja Althaus
- 22. Andrea Klikovac
- 23. Andrea Penezić
- 25. Olga Czernoiwanienko
- 27. Andrea Čović
- 30. Aliona Ichniewa
- 31. Inna Suslina
- 71. Tatiana Chmyrowa
- 77. Andrea Lekić
- 96. Itana Grbić